# Palestina (Alagoas)
Pour les articles homonymes, voir Palestina.
Palestina est une municipalité brésilienne dans l'État de l'Alagoas.